# Hypnoidus audryae
Hypnoidus audryae là một loài bọ cánh cứng trong họ Elateridae. Loài này được Stibick miêu tả khoa học năm 1980.